# Чуйков Василь Іванович
Чуйко́в Васи́ль Іва́нович (31 січня [12 лютого] 1900 с. Срібні Пруди, Московська губернія — 18 березня 1982, Москва) — радянський воєначальник, Маршал Радянського Союзу (з 1955), двічі Герой Радянського Союзу (1944, 1945). Кандидат у члени ЦК КПРС в жовтні 1952 — жовтні 1961 р. Член ЦК КПРС в жовтні 1961 — березні 1982 р. Член ЦК КПУ в березні 1954 — вересні 1961 р. Кандидат у члени Президії ЦК КПУ в березні 1954 — липні 1960 р. Депутат Верховної Ради УРСР 4—5-го скликань. Депутат Верховної Ради СРСР 2—10-го скликань.

## Біографія

### Ранні роки і початок військової кар'єри
Народився 31 січня (12 лютого) 1900 року в багатодітній селянській родині (було 8 братів і 4 сестри).
Закінчив чотири класи церковнопарафіяльної школи. В 12 років поїхав на заробітки в Петроград, працював слюсарем. У 1917 році служив юнгою загону мінерів в Кронштадті.
В РСЧА з квітня 1918 року, курсант Перших Московських військово-інструкторських курсів, в липні 1918 року брав участь у придушенні повстання лівих есерів у Москві.
Під час Громадянської війни був помічником командира стрілецької роти, з листопада 1918 року — помічник командира стрілецького полку. З травня 1919 і до кінця 1921 року був командиром полку. Воював на Південному, Східному та Західному фронтах, був поранений чотири рази.
За відвагу і героїзм Василь Чуйков був нагороджений двома орденами Червоного Прапора, іменним золотим годинником та золотою зброєю.

### Міжвоєнний період
У 1925 році закінчив Військову академію імені М. В. Фрунзе, у 1927 році — Східний факультет академії. В липні 1927 року був відправлений військовим радником у Китай.
З вересня 1929 року — начальник відділу штабу Особливої Червонопрапорної Далекосхідної армії В. К. Блюхера. З серпня 1932 року — начальник Курсів удосконалення начскладу з розвідки.
Закінчив академічні курси при Військовій академії механізації і моторизації РСЧА імені Й. В. Сталіна в 1936 році.
З грудня 1936 року — командир бригади, з квітня 1938 — командир 5-го стрілецького корпусу, з червня 1938 року — командувач армійською групою в Білоруському військовому окрузі.

### Друга світова війна
У вересні 1939 року брав участь у вторгненні СРСР до Польщі.
Після поразки у битві біля Суомуссалмі, коли три фінських полки оточили і розгромили дві радянські дивізії 22 грудня 1939 року був призначений командувачем 9-й армією замість М.П. Духанова в ході Радянсько-фінської війни в північній Карелії.
У 1940-1942 займав посаду військового аташе в Китаї при головнокомандуючому китайською армією Чан Кайши. В цей час Китай вів війну проти Японії. Японські війська захопили центральні райони країни, Маньчжурію та багато інших китайських міст. У цей період проти японської армії був проведений ряд військових операцій. При цьому перед Чуйковим стояло важке завдання — необхідно було утримати в країні єдиний фронт у боротьбі з японцями, в той час, коли в самому Китаї велися бойові дії між військами компартії Китаю (Мао Цзедун) і військами гоміньдану (Чан Кайши). Завдяки В. І. Чуйкову вдалося в такій складній військово-політичній обстановці переламати ситуацію в Китаї, де почав створюватися потужний фронт, який захистив радянські далекосхідні рубежі від можливої загрози Японії.
Після нападу Німеччини на Радянський Союз неодноразово звертався до командування з рапортом, у якому просив відкликати його з Китаю і направити на фронт.

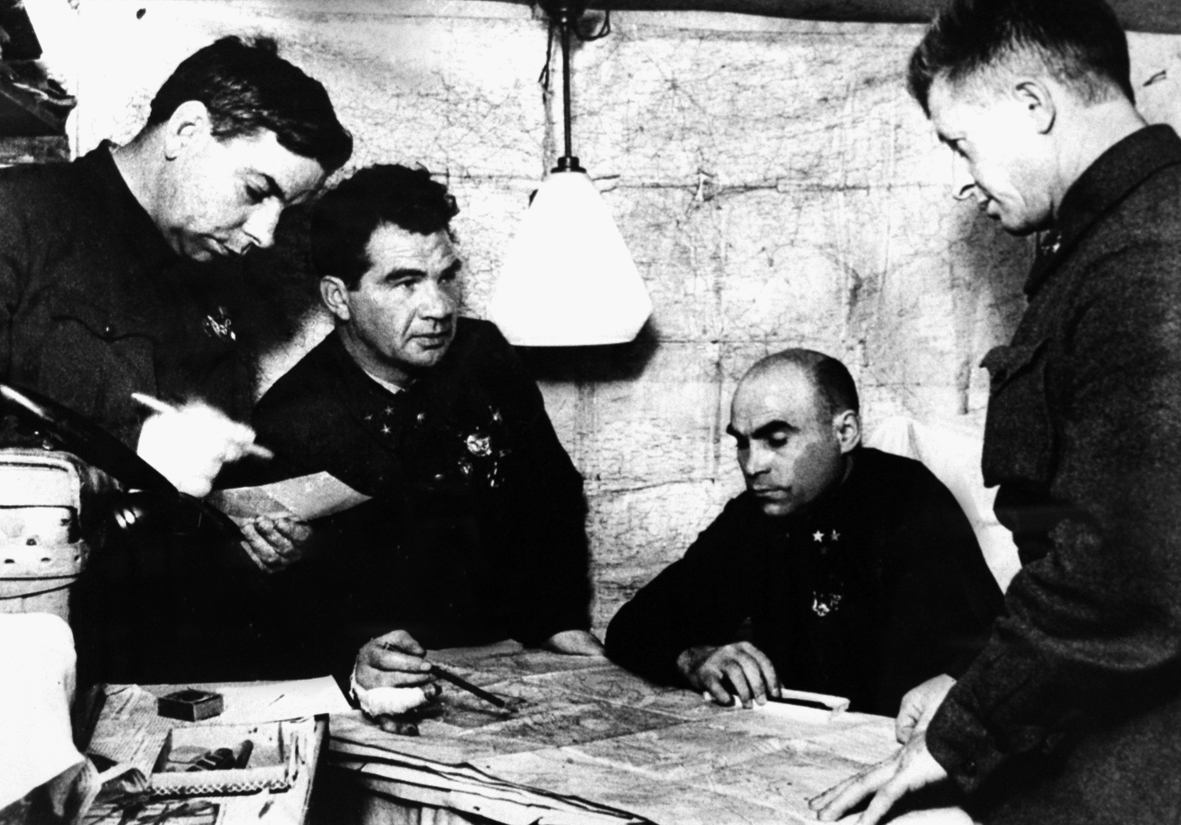
Командний пункт 62-ї армії: начальник штабу армії М. І. Крилов, командувач армією В. І. Чуйков, член військової ради К. А. Гуров, командир 13-ї гв. стрілецької дивізії О. І. Родимцев, грудень 1942 р.

З травня 1942 року Чуйков брав участь у війні, командував 64-ю армією, а потім оперативною групою 64-ї армії. Брав участь в оборонних боях на підступах до Сталінграда.
З вересня 1942 року командував 62-ю армією, яка прославилася героїчною шестимісячною обороною Сталінграда. Для Червоної армії вуличні бої в Сталінграді були першими серйозними боями в місті. З ім'ям В. І. Чуйкова пов'язують і появу спеціальних штурмових груп. Ці групи першими несподівано вривалися в будинки, а для переміщень використовували підземні комунікації. Пізніше цей досвід знадобився В. І. Чуйкову у битві за Берлін.
За масовий героїзм і стійкість особового складу, 62-га армія отримала звання гвардійської (8-ма гвардійська армія). Василь Чуйков керував цією армією до останнього дня війни. За оборону Сталінграда Василь Чуйков був нагороджений орденом Суворова І ступеня. Хоча спочатку був представлений до звання Героя Радянського Союзу.
У складі Південно-Західного, Південного і 1-го Білоруського фронтів 8-ма гвардійська армія успішно діяла в Донбаській, Запорізькій, Дніпропетрівській, Нікопольсько-Криворізькій, Березнегувато-Снігурівській, Одеській, Люблін-Берестейській операціях.
19 березня 1944 року за видатні успіхи при визволенні південної України гвардії генерал-полковнику Чуйкову Василю Івановичу присвоєне звання Герой Радянського Союзу.
Під час Вісло-Одерської операції війська 8-ї гвардійської армії В. І. Чуйкова брали участь у прориві глибоко ешелонованої оборони противника, захопили плацдарм на лівому березі річки Вісла (Магнушевський плацдарм), пройшли через табір смерті Майданек, визволили міста Лодзь і Познань і захопили плацдарм на західному березі Одеру.
6 квітня 1945 року за успіхи у Вісло-Одерській операції, штурм і взяття міста Познань Чуйков В. І. був удостоєний другої медалі «Золота Зірка».
У Берлінській операції, діючи на головному напрямку 1-го Білоруського фронту, гвардійці В. І. Чуйкова прорвали сильну оборону противника на Зеєльовських висотах і успішно вели бойові дії за місто Берлін.
Бійці 8-ї гвардійської армії під командуванням двічі Героя Радянського Союзу генерал-полковника В. І. Чуйкова, маючи великий досвід боїв в Сталінграді та інших містах, вміло вели вуличні бої і в Берліні, разом з військами інших з'єднань в короткий термін розгромили і змусили капітулювати Берлінський гарнізон. Саме на командному пункті В. І. Чуйкова 2 травня 1945 року начальник Берлінського гарнізону генерал Вейдлінг підписав капітуляцію німецьких військ і здався разом із залишками гарнізону в полон.

### Післявоєнний період

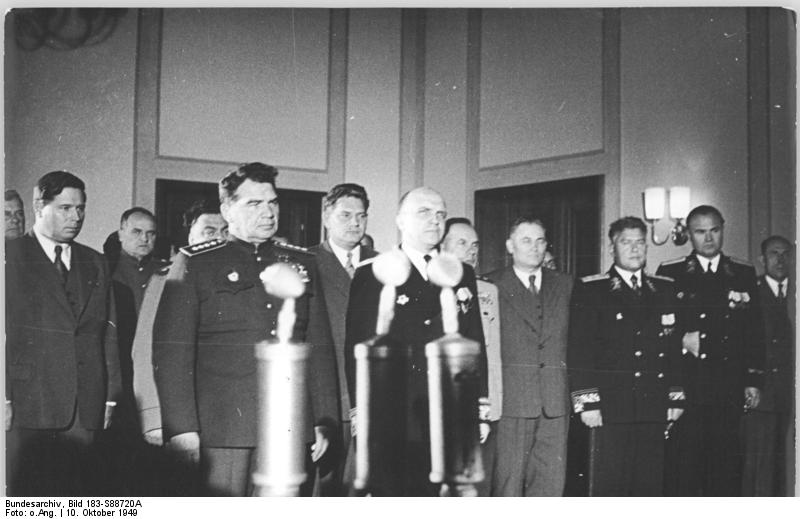
День передачі повноважень управління в радянській зоні окупації уряду НДР. Головком ГРОВН, очільник РВАН В. І. Чуйков на передньому плані. 10 жовтня 1949 року

Після війни продовжував командувати до липня 1946 року 8-й гвардійської армією, яка дислокувалася в Німеччині.
З липня 1946 року — заступник, потім перший заступник Головнокомандувача Групою радянських військ у Німеччині та заступник начальника Радянської військової адміністрації в Німеччині. З березня 1949 року — Головнокомандувач Групою радянських військ у Німеччині, одночасно, безпосередньо управляв в Радянській зоною окупації Німеччини, з жовтня 1949 — Голова Радянської контрольної комісії, що здійснювала контроль на території утвореної після закінчення Другої світової війни Німецької Демократичної Республіки.
Чуйков прослужив на різних посадах, на території Німеччини вісім років. У 1953 році відкликаний з Німеччини у внутрішній військовий округ. З травня 1953 по 1960 рік В. І. Чуйков командував військами Київського військового округу.
11 березня 1955 році отримав звання Маршала Радянського Союзу.
З 1960 року — Головнокомандувач Сухопутними військами СРСР — заступник Міністра оборони СРСР. Це була найвища посада, яку займав Чуйков за роки своєї служби.
З серпня 1961 В. І. Чуйков одночасно — перший начальник створеної Цивільної оборони СРСР. Визначив основні завдання цивільної оборони — комплекс заходів, що проводяться завчасно в мирний час, до настання військових дій. Після ліквідації Главкомату Сухопутних військ залишається на посаді керівника Цивільної оборони СРСР до 1972 року.
З 1952 року В. І. Чуйков був кандидатом у члени ЦК КПРС. З 1961 року — член ЦК КПРС.
Почесний громадянин міста Берліна (8 травня 1965 — 29 вересня 1992). 4 травня 1970 за особливі заслуги, проявлені в обороні міста і розгромі німецьких військ у Сталінградській битві Чуйкову Василю Івановичу присвоєне звання «Почесний громадянин міста-героя Волгограда».
У відставці з 1972 року. З липня 1972 року — генеральний інспектор Групи генеральних інспекторів Міністерства оборони СРСР.
Василь Іванович вів активний спосіб життя — часто бував у військах, на навчаннях, спілкувався з молоддю, відвідував військові училища та школи, займався літературною діяльністю. Його перу належать ряд спогадів про німецько-радянську війну. Був головою ради ветеранів 62-ї армії (8-й гвардійської армії).
В липні 1981 року написав листа в ЦК КПРС:
… Чувствуя приближение конца жизни, я в полном сознании обращаюсь с просьбой: после моей смерти прах похороните на Мамаевом кургане в Сталинграде, где был организован мной 12 сентября 1942 года мой командный пункт. … С того места слышится рёв волжских вод, залпы орудий и боль сталинградских руин, там захоронены тысячи бойцов, которыми я командовал …
27 июля 1981 года. В. Чуйков.
Василь Чуйков помер 18 березня 1982 року.
Згідно із заповітом, похований у Волгограді на Мамаєвому кургані у підніжжя монумента «Батьківщина-мати», поруч з воїнами своєї армії, які загинули в Сталінградській битві. Попрощатися з Василем Івановичем вийшло все місто.
Єдиний в історії Маршал Радянського Союзу, який був похований за межами Москви.

## Військові звання
- Полковник (22.11.1935)
- Комбриг (17.02.1938)
- Комдив (23.07.1938)
- Комкор (9.02.1939)
- Генерал-лейтенант (4.06.1940)
- Генерал-полковник (27.10.1943)
- Генерал армії (12.11.1948)
- Маршал Радянського Союзу (11.03.1955)

## Нагороди

### СРСР
- Двічі Герой Радянського Союзу (19 березня 1944, 6 квітня 1945)
- 9 орденів Леніна (26.10.1943, 19.03.1944, 21.02.1945, 11.02.1950, 11.02.1960, 12.02.1970, 11.02.1975, 21.02.1978, 11.02.1980)
- Орден Жовтневої Революції (22.02.1968)
- 4 ордена Червоного Прапора (1920, 1925, 1944, 1948)
- 3 ордена Суворова І ступеня (28.01.1943, 23.08.1944, 29.05.1945)
- Орден Червоної Зірки (1940)
- Почесна зброя із золотим зображенням Державного герба СРСР (22.02.1968)
- Медалі

### Іноземні нагороди
- Virtuti Militari (Польща)
- Хрест Грюнвальда II ступеня (Польща)
- Орден Відродження Польщі
- Хрест «За видатні заслуги» (США)
- 2 ордена «За заслуги перед Вітчизною» (НДР)
- Орден «Зірка дружби народів» (НДР)
- Орден Сухе-Батора (Монголія)
- Медалі

## Відгуки сучасників
У мемуарах радянських генералів та маршалів відгуки про Чуйкова - зазвичай панегіричні. Водночас підлеглі згадують про його особисту грубість. Так, Володимир Сабік-Вогулов писав:
Виключне обурення шоферів одного автомобільного батальйону викликав вчинок командувача військами. У місті Н. стояв контрольний пост дорожньо-експлуатаційного батальйону; на посаді стояла дівчина - регулювальниця. Вона не знала, що на машині, яка щойно під'їхала, був командувач і водночас начальник однієї федеральної землі, і зупинила його автомашину для перевірки. Оскаженілий командарм вихопив пістолет і пристрелив регулювальницю. Мені обурення шоферів було тим більше близьким і зрозумілим, оскільки я знав, як шофери взагалі не люблять регулювальників, вважаючи їх своїми ворогами. Тут було щире обурення солдатів вчинком генерала-ката, за якого ці солдати через півроку голосували і «одноголосно» вибрали у Верховну Раду. Цей генерал серед офіцерів і солдатів користується особливо поганою славою; це - типовий виродок і самодур, який виявив себе як майстер мордобою підлеглих йому людей. 
 Це він бив особисто командирів дивізій, начальників штабів, це він особисто під час війни розстріляв кількох хороших офіцерів тільки тому, що йому щось не сподобалося, або він був не в дусі, або йому не так відповіли, не так доповіли.

## Чуйков в культурі

### Кінематографі
- Чуйков з'являється у початкових кадрах радянського фільму «Мічений атом» 1972 року, читаючи вступний текст.[2]
- В німецькому фільмі «Бункер» показані переговори Чуйкова з генералом піхоти Гансом Кребсом. Роль Чуйкова виконав російський актор Олександр Сластін.

### Відеоігри
- У фінальному ролику відеогри Sniper Elite V2 головний герой, американський снайпер Карл Фейрберн, згадує про те, як 2 травня 1945 року Чуйков прийняв капітуляцію берлінського гарнізону в генерала артилерії Гельмута Вайдлінга.